# 陳松 (清朝)
陳松（？—？），中國清朝官員，江蘇上元人。乾隆三十八年（1773年），陳松接替周大本，擔任台灣府諸羅縣知縣。掌管今嘉義縣、嘉義市、雲林縣一帶政事。